# Schleuse Plaue
Als Schleuse Plaue wird ein Schleusenkomplex im Woltersdorfer Altkanal des vormaligen Plauer Kanals bezeichnet, der in seinem hauptsächlichen Verlauf seit den 1930er Jahren Teil des Elbe-Havel-Kanals ist. Sie liegt im Ortsteil Plaue der Stadt Brandenburg an der Havel. Seit der Eröffnung des Elbe-Havel-Kanals und der Schleuse Wusterwitz ist die Plauer Schleuse außer Betrieb. Die Schleuse steht heute unter Denkmalschutz.

## Geschichte
Der Plauer Kanal als Verbindung der Havelseen bei Brandenburg mit der Elbe wurde unter Friedrich II. gebaut. Er entstand zwischen den Jahren 1743 und 1745 und verkürzte den Schifffahrtsweg zwischen Berlin und Magdeburg erheblich und umging ein kompliziertes Stromauffahren auf der Elbe. Um vom höheren Niveau der Elbe auf das Niveau der Havel absteigen zu können, wurden im Verlauf des Kanals drei Schleusen errichtet. Neben der Plauer war dies die Alte Schleuse Parey und die Schleuse Kade.
Die erste Kanalschleuse in Plaue war eine Holzschleuse, die bereits 1781 erneuert werden musste. 1821 bis 1823 errichtete man die erste massive Kammerschleuse. Die Abmessungen des Bauwerks waren eine Kammerlänge von 44,25 Meter und eine Kammerbreite von 8,15 Meter. Sie wurde nördlich der ehemaligen Holzschleuse angelegt.
Aufgrund des zunehmenden Schiffsverkehrs in der zweiten Hälfte des 19. Jahrhunderts wurden die Kanalanlagen ständig erweitert und verbreitert. So wurde in den Jahren 1884 bis 1886 auch eine Schleusenkammer mit den Abmessungen 67 Meter Kammerlänge und 8,60 Meter Kammerbreite angelegt, sodass Schiffe des nun anhand dieses Bauwerks definierten Plauer Maß die Schleuse und den Kanal passieren konnten. Plauer Maßkähne hatten eine Länge von 65 Meter und eine Breite von 8 Meter.
Ab den 1920er Jahren wurde der Elbe-Havel-Kanal ausgebaut. In diesen wurde weite Teile des Plauer Kanals integriert. Nicht Teil des neuen Kanals wurde jedoch der Woltersdorfer Altarm genannte Abschnitt, in dem sich die Schleuse Plaue befindet. Statt dem Verlauf des alten Kanals zu folgen, was aus Richtung Elbe vor Wusterwitz ein Abbiegen nach links bedeutet hätte, wurde der Elbe-Havel-Kanal gerade auf den südlichen Bereich des Wendsees zu gebaut. Als Ersatz für die Plauer Schleuse wurde im neuen Kanalverlauf die Schleuse Wusterwitz errichtet. Die Schleuse Plaue wurde daraufhin außer Betrieb genommen und in das Oberhaupt ein Schützenwehr eingebaut. Die Schleusenbecken sind bis heute in einem guten Zustand, sodass eine Sanierung und Wiederinbetriebnahme der Anlage für den Wassertourismus und Sportbootverkehr grundsätzlich möglich wäre. Allerdings liegt das Oberwasser der Schleuse Wusterwitz durch den Wegfall der Schleuse Kade, die Schleuse Wusterwitz ersetzte die Bauwerke in Plaue und in Kade, deutlich über dem der Plauer Schleuse. Der Bau einer weiteren Schleuse am zweiten Wehr im Woltersdorfer Altkanal wäre notwendig.
In der Nordkammer der Schleuse ist heute eine Kleinwasserkraftanlage zur Stromerzeugung installiert (Baujahr 2010). Technische Daten: doppelt regulierte Kaplanrohrturbine, Leistung ~95 kW, 437.000 kWh/Jahr.

## Bilder

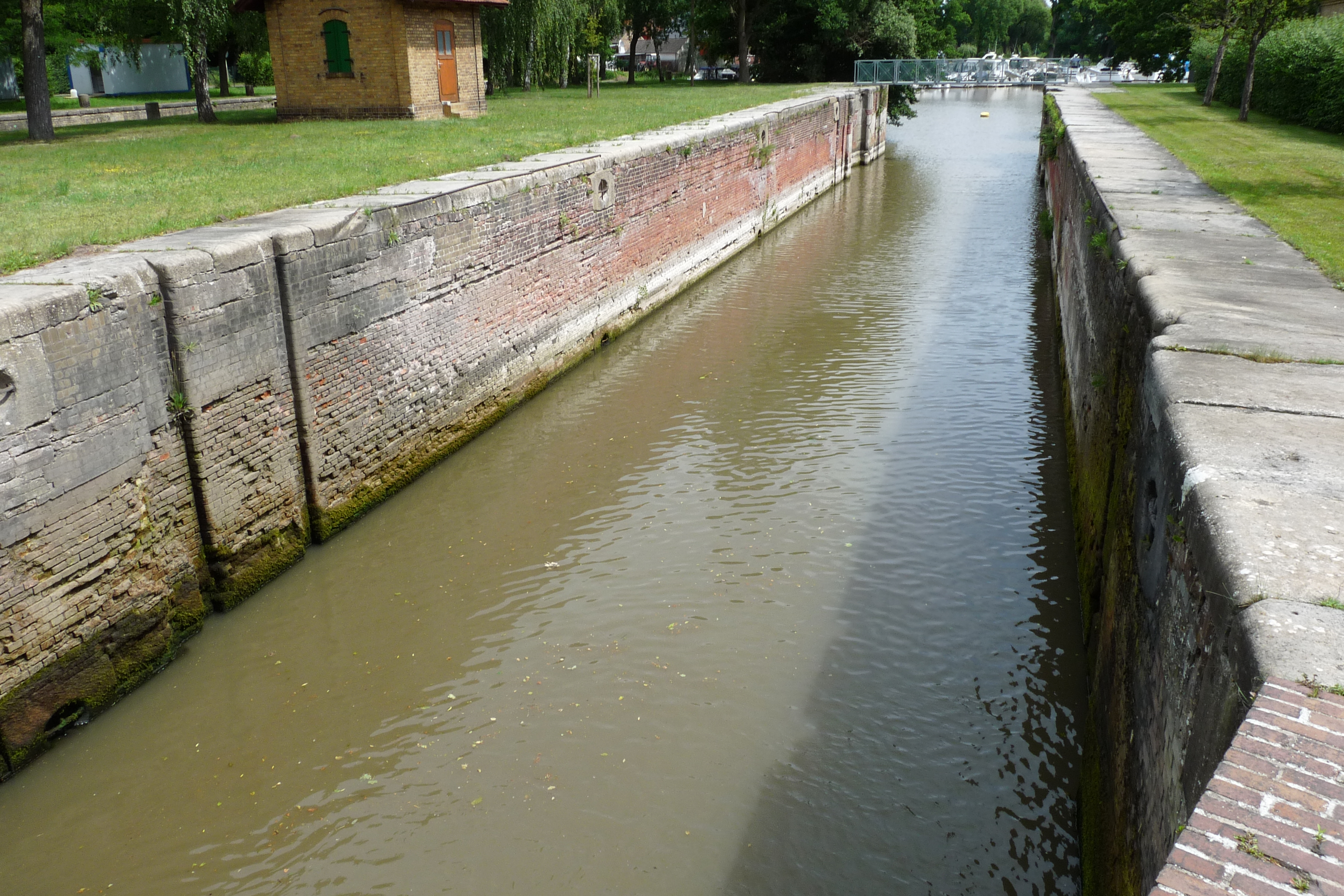
Die ältere südliche Schleusenkammer der Plauer Schleuse von 1820/21, Blickrichtung Wendsee
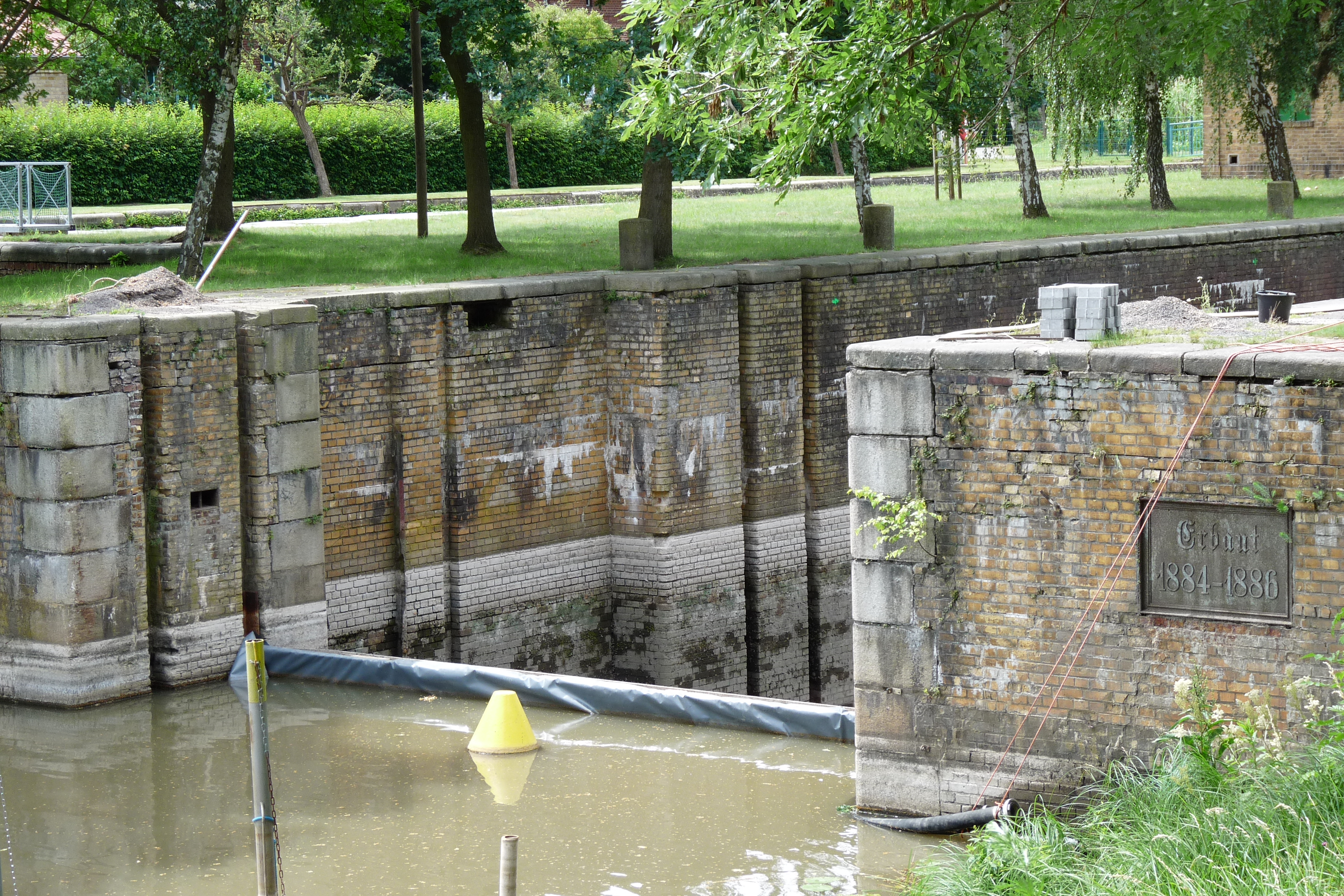
Unterhaupt der nördlichen Schleusenkammer mit temporärem Verschluss zur Reinigung der Kammer, Schleuse von 1884/86

## Karten
- Folke Stender (Redaktion): Sportschifffahrtskarten Binnen 1. Nautische Veröffentlichung Verlagsgesellschaft, ISBN 3-926376-10-4.